# Campeonato Mundial de Patinaje de Velocidad sobre Hielo en Distancia Individual de 2000
El V Campeonato Mundial de Patinaje de Velocidad sobre Hielo en Distancia Individual se celebró en Nagano (Japón) entre el 3 y el 5 de marzo de 2000 bajo la organización de la Unión Internacional de Patinaje sobre Hielo (ISU) y la Federación Japonesa de Patinaje sobre Hielo.
Las competiciones se realizaron en el estadio de hielo M-Wave de la ciudad japonesa.

## Medallistas

### Masculino
| Evento   | Oro                                    | Plata                                 | Bronce                                |
| -------- | -------------------------------------- | ------------------------------------- | ------------------------------------- |
| 500 m    | Hiroyasu Shimizu Japón 70,49 s         | Michael Ireland · Canadá · 71,14 s    | Jeremy Wotherspoon · Canadá · 71,38 s |
| 1000 m   | Ådne Søndrål · Noruega · 1:09,96       | Jan Bos · Países Bajos · 1:09,98      | Michael Ireland · Canadá · 1:10,58    |
| 1500 m   | Ids Postma · Países Bajos · 1:47,98    | Ådne Søndrål · Noruega · 1:48,61      | Jan Bos · Países Bajos · 1:48,66      |
| 5000 m   | Gianni Romme · Países Bajos · 6:23,31  | Bob de Jong · Países Bajos · 6:25,40  | Keiji Shirahata Japón 6:31,16         |
| 10 000 m | Gianni Romme · Países Bajos · 13:12,27 | Bob de Jong · Países Bajos · 13:21,74 | Frank Dittrich · Alemania · 13:27,96  |

### Femenino
| Evento | Oro                                           | Plata                                         | Bronce                                  |
| ------ | --------------------------------------------- | --------------------------------------------- | --------------------------------------- |
| 500 m  | Monique Garbrecht · Alemania · 77,48 s        | Svetlana Zhurova · Rusia · 77,64 s            | Catriona Le May Doan · Canadá · 77,78 s |
| 1000 m | Monique Garbrecht · Alemania · 1:16,59        | Marianne Timmer · Países Bajos · 1:16,71      | Christine Witty Estados Unidos 1:17,28  |
| 1500 m | Claudia Pechstein · Alemania · 1:58,43        | Anni Friesinger · Alemania · 1:58,62          | Emese Hunyady · Austria · 1:58,97       |
| 3000 m | Claudia Pechstein · Alemania · 4:05,68        | Gunda Niemann-Stirnemann · Alemania · 4:05,75 | Maki Tabata Japón 4:09,18               |
| 5000 m | Gunda Niemann-Stirnemann · Alemania · 6:58,71 | Claudia Pechstein · Alemania · 7:00,68        | Tonny de Jong · Países Bajos · 7:06,30  |

## Medallero
| Núm. | País           | Oro | Plata | Bronce | Total |
| ---- | -------------- | --- | ----- | ------ | ----- |
| 1    | Alemania       | 5   | 3     | 1      | 9     |
| 2    | Países Bajos   | 3   | 4     | 2      | 9     |
| 3    | Noruega        | 1   | 1     | 0      | 2     |
| 4    | Japón          | 1   | 0     | 2      | 3     |
| 5    | Canadá         | 0   | 1     | 3      | 4     |
| 6    | Rusia          | 0   | 1     | 0      | 1     |
| 7    | Austria        | 0   | 0     | 1      | 1     |
| 7    | Estados Unidos | 0   | 0     | 1      | 1     |
|      | TOTAL          | 10  | 10    | 10     | 30    |